# Hypoxis rigida
Hypoxis rigida là một loài thực vật có hoa trong họ Hypoxidaceae. Loài này được Chapm. mô tả khoa học đầu tiên năm 1892.